# 葉海亞·阿亞什
叶海亚·阿亚什（阿拉伯语：يحيى عياش，转写：Yaḥyā ʿAyyāš，1966年3月6日—1996年1月5日），哈马斯首席炸弹制造者，卡桑旅西岸部队领导人。他因其炸弹制造技术而获得“工程师”（阿拉伯语：المهندس，转写：al-Muhandis）的称号。阿亚什在推动巴勒斯坦激进组织对以色列的自杀式炸弹袭击技术方面发挥了重要作用。他策划的爆炸袭击导致大约90名以色列人丧生，其中许多是平民。1996年1月5日，他被以色列国家安全局通过一部装有爆炸装置的手机暗杀。
阿亚什在当地巴勒斯坦社区中被广泛纪念，有街道和其他场所以他的名字命名。哈马斯还以他的名字命名了一种火箭“阿亚什-250”。

## 早期生活
阿亚什于1966年3月6日生于西岸的萨尔费特省，是家里三兄弟中的长子。他小时候因出色背诵《古兰经》而获得伊斯兰基金的奖项。阿亚什从小的爱好就是修理收音机和电视机。1985年高中毕业后，他于1987年进入比尔泽特大学，并于1991年获得电气工程学士学位。他被描述为“受过良好教育、雄心勃勃、温和寡言”。他来自一个相对富裕的家庭，已婚并有一个孩子。
阿亚什原本计划在约旦攻读硕士学位，但在学生签证被拒后不久，便加入了哈马斯。

## 哈马斯时期
阿亚什为哈马斯制造了多起自杀式袭击中的炸弹：米何拉交汇点爆炸案 、阿富拉公交大屠杀、哈代拉中央车站自杀炸弹袭击案、迪岑哥夫公交爆炸案、Kfar Darom公交爆炸案、拉马特甘20号公交爆炸案以及耶路撒冷26号公交爆炸案。此外，作为哈马斯与巴勒斯坦伊斯兰圣战组织之间战略联盟的一部分，阿亚什还为伊斯兰圣战组织在Beit Lid爆炸案中提供了炸弹。
由于无法从巴勒斯坦境内获取TNT等常规炸药，阿亚什使用了易得的家用产品。他将丙酮与洗涤剂混合后得到了过氧化丙酮，一种被称之为撒旦之母的爆炸物。
阿亚什在拉马特甘的一次未遂爆炸事件后引起了以色列安全部门的注意。三名哈马斯人弹在一次高速追逐后被警方逮捕。警方检查他们的车辆时，发现车内装有五个装满汽油的12公斤油箱，连接着基于过氧化丙酮的引爆装置。警方疏散了该区域后，拆弹人员使用配备猎枪的机器人尝试摧毁引爆装置以拆除炸弹。然而，炸弹还是引爆了，发生了大规模爆炸。警方调查人员表示，如果这一事件发生在人群密集的地方，可能会导致数百人丧生。在审讯中，这三名炸弹手透露了阿亚什的身份。